# Куриленко, Василий Васильевич
Василий Васильевич Куриленко (укр. Василь Васильович Куриленко, 1891 — 1921) — военный деятель, анархист, кавалер ордена Красного Знамени РСФСР.

## Биография
Родился в семье батрака, в раннем детстве остался без отца, оставшись единственным кормильцем матери и сестры, работая сапожником. С 1910 член местной группы анархо-коммунистов. В 1912 призван в императорскую армию, служил в уланских частях. В первые дни Октябрьской революции становится председателем полкового комитета. С июня 1918 активный участник антигетманского восстания и командир первого отряда из родного села. В декабре 1918 становится начальником гарнизона Цареконстантиновки (Цареконстантиновская волость), член оперативного штаба. С января по июнь 1919 был командиром 8-го Заднепровского полка, начальник Мариупольского гарнизона и начальник боевого участка Таганрогского направления. С сентября 1919 по апрель 1920 являлся командиром 8-й кавалерийской дивизии Червонного казачества (так в источнике, на самом деле, вероятно, находился в этой дивизии на командных должностях). С мая 1920 по июль 1921 начальник административно-организационного отдела Совета революционных повстанцев Украины. 30 апреля совместно с отрядом В. Ф. Белаша захватил Золотой Колодезь, уничтожив органы советской власти. Убит 8 июля 1921 в бою с красной конницей близ Лозовой.